# Villanueva de Bogas
Villanueva de Bogas é um município da Espanha na província de Toledo, comunidade autónoma de Castilla-La Mancha, de área 57,46 km² com população de 818 habitantes (2004) e densidade populacional de 14,24 hab/km².

## Demografia
| Variação demográfica do município entre 1991 e 2004 | Variação demográfica do município entre 1991 e 2004 | Variação demográfica do município entre 1991 e 2004 | Variação demográfica do município entre 1991 e 2004 |
| --------------------------------------------------- | --------------------------------------------------- | --------------------------------------------------- | --------------------------------------------------- |
| 1991                                                | 1996                                                | 2001                                                | 2004                                                |
| 855                                                 | 843                                                 | 826                                                 | 818                                                 |